# Giardini della rotonda di Padova
I giardini della Rotonda (5163 m²) sono un parco pubblico della città di Padova. Sono situati ai margini del centro storico, disposti a terrazzo a ridosso delle mura cinquecentesche  e del Bastione della Gatta. Il giardino è così chiamato in quanto è stato progettato nell'area dove è stato costruito un monumentale serbatoio pensile dalla base a forma circolare, detto "Rotonda".

## Storia

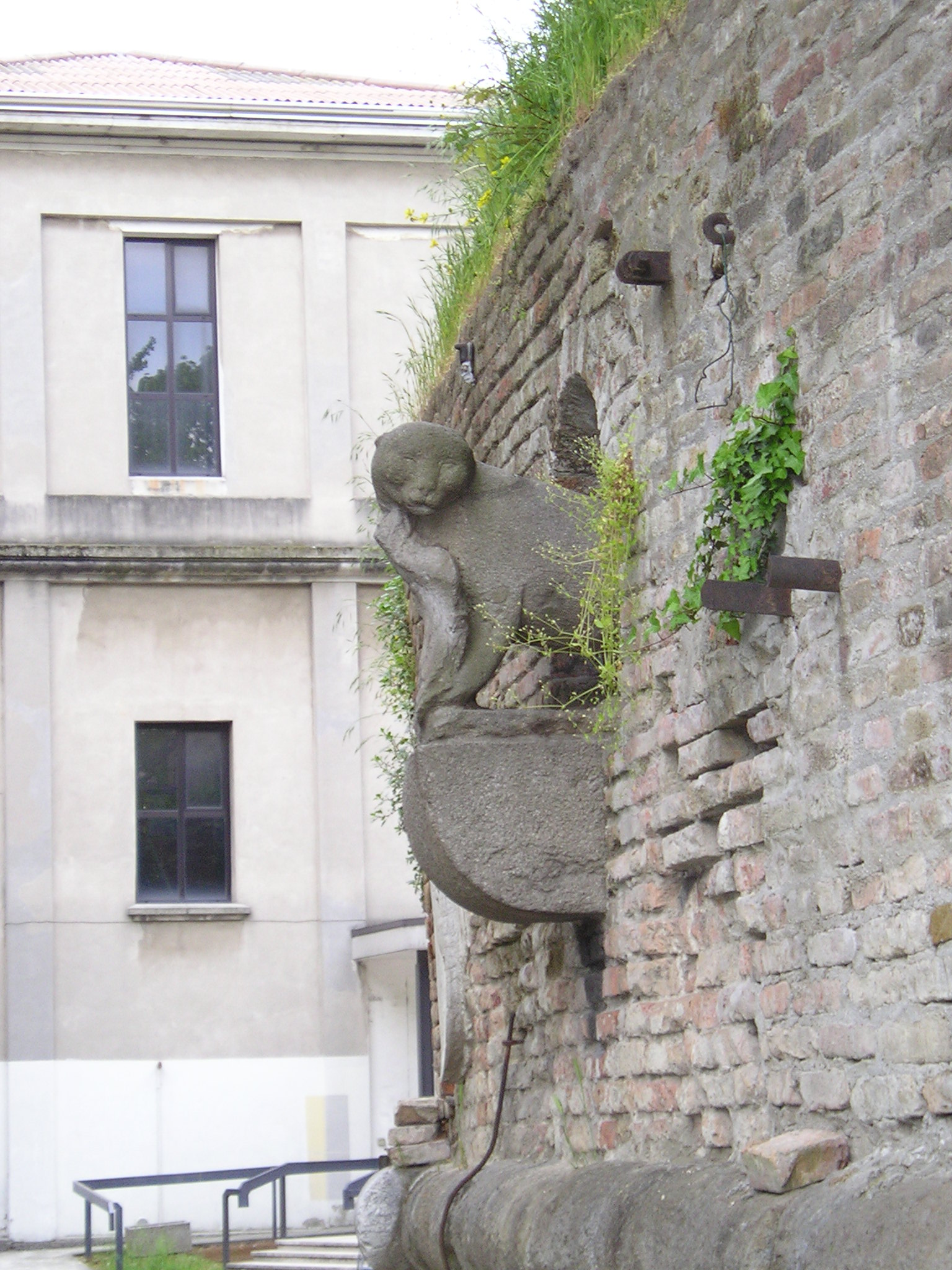
Statua della gatta

Il Bastione della Gatta prende questo nome in ricordo dell'assedio avvenuto nel 1509, ai tempi della lega di Cambrai, da parte dell'imperatore Massimiliano I d'Asburgo. Il bastione fu teatro degli episodi più rimarchevoli dell'assedio, quali l'esplosione delle mine con cui il capitano di ventura Citolo da Perugia riuscì a sventare un attacco delle truppe imperiali.
Il bastione della Gatta ha una storia particolare.
Durante l'assedio, infatti, le truppe di Massimiliano d'Asburgo stavano incontrando diverse difficoltà e non riuscivano a far breccia nelle mura; pensarono così di usare una macchina da guerra che veniva chiamata "Gatto".
I padovani allora, piuttosto sicuri di uscire vincitori dallo scontro, legarono una gatta vera, viva, sulla cima di una pertica e facendola penzolare sulla testa degli assalitori a quel modo, per sfidarli, cominciarono a gridare:
"Su su su, chi vuol la gata
venga inanzi al bastione,
dove in cima d'un lanzone
la vedrete star legata:
su su su, chi vuol la gata...".
Alla fine Padova vinse e l'assedio fu levato.
Per ricordare questo avvenimento, sulla porzione esterna del torrione, che si affaccia su via Codalunga, è collocata la scultura di una gatta: La Gata, appunto.
La Rotonda è uno dei primi serbatoi idrici di cui fu dotata la città di Padova (esso è una prestigiosa opera di ingegneria degli anni venti). Ha una capacità di 2000 metri cubi ed era considerata, al tempo della sua costruzione, il migliore acquedotto d'Italia in grado anche di primeggiare tra i migliori serbatoi d'Europa. La sua struttura si mostra altresì interessante dal punto di vista dei materiali impiegati nella sua costruzione: essa costituisce, infatti, uno dei primi esempi di utilizzo di cemento armato a Padova.
La decisione di costruire il serbatoio e la centrale di Codalunga in questo luogo preciso è maturata in seguito a due avvenimenti:
- L'11 novembre 1916 una bomba austriaca colpì il Bastione ed uccise 96 cittadini (essi erano corsi a nascondersi nelle cannoniere considerate rifugi sicuri).
- il 29 ottobre 1919 crollò la “Briglia del Carmine” a causa delle buche nell’alveo del canale provocate dai bombardamenti aerei del 1917: in due anni per effetto sifone si era infiltrata l’acqua sotto le fondazioni, facendo mancare l’appoggio al terreno e causando il crollo della Centrale di produzione dell’energia e di sollevamento dell’acqua e lasciando la città per quattro giorni con problemi di approvvigionamento idrico.

La costruzione del serbatoio fu iniziata il 21 settembre 1923. Il suo progetto aveva una duplice funzione: essa doveva fungere da serbatoio dell'acqua e da monumento commemorativo dei Caduti, ai quali è dedicata la cappella ricavata all'interno delle fondamenta del serbatoio stesso.
Il grande serbatoio cilindrico ricorda nella forma la tomba di Cecilia Metella, sulla via Appia a Roma. Insieme al serbatoio venne realizzato, sfruttando il terrapieno e la sommità del bastione, uno dei primi giardini pubblici di Padova. Esso fu chiamato "della Rotonda" ma non in relazione alla forna della nuova torre-serbatoio ma perché qui già in precedenza vi era una birreria chiamata La Rotonda per la sua forma a sua volta logica conseguenza della forma del bastione stesso.
Durante l'estate sulla sommita del bastione si svolge una rassegna cinematografica all'aperto

## Descrizione dei giardini
Per salire nel giardino bisogna attraversare un percorso a gradini che parte da vicolo Mazzini e prosegue parallelo al Viale della Rotonda. Il percorso è caratterizzato da cinque terrazze con fontana circolare al centro, ciascuna incorniciata da un semplice anello d'erba. La presenza di molte fontane è dovuta alla presenza del serbatoio. In ogni fontana si trovano le ninfee, la cui proliferazione infonde al visitatore un senso di piacere e di serenità. Ogni terrazza è separata dalla successiva da una serie di giardini e da percorsi in ghiaino che simulano l'interpretazione di un giardino geometrico di forma circolare con un asse perpendicolare al serbatoio. Lo stile dei giardini della Rotonda è tipico della fase di transizione tra Liberty e Déco, e presenta inoltre elementi di classicismo novecentesco.
L'impianto architettonico generale rievoca la corrente tardo-barocca, ma è anche ricco di riferimenti classici (come, ad esempio, le urne-fioriere ed il torrione-mausoleo) trattati con gusto secessionista, mentre il disegno delle aiuole (tonde, ellittiche, a goccia) è tipicamente Liberty.
Nelle aiuole vi sono giunchi e bassi cespugli che ricordano le palme e le agavi. È evidente che la concezione di questo giardino era protesa, inizialmente, all'installazione di poche piante arbustive allo scopo di esporre alla luce e di mettere a contatto con l'acqua gli elementi fondamentali del giardino. In realtà, oggi, a causa del progressivo abbandono che affligge il giardino, vi vivono alberi di nessun valore. Questi alberi rappresentano un grave pericolo per i terrapieni in muratura contro cui si trovano collocati e per lo spessore dei quali i grandi sistemi radicali spingono.
L'entrata principale è caratterizzata da un'imponente cancellata in ferro battuto e ghisa realizzata in stile Liberty. Il giardino ha la forma di una "L" rovesciata, che avanza lunga e stretta nelle terrazze per poi allargarsi alla fine di queste, dove è situato il serbatoio d'acqua. Su quest'ultimo sono presenti elementi geometrici nella parte inferiore, motivi floreali nella parte centrale e laterale ed infine lo stemma del Comune di Padova nella parte superiore. Sul fondo del giardino vi è il grandioso serbatoio con la fontana principale a forma di tempio, affiancata da robuste strutture murarie a gradoni. All'interno s'innalzano, a pianta circolare, dei pilastri collegati fra loro da archi perimetrali e radiali in cemento armato. Essi sono disposti su due piani sovrapposti al fine di sostenere il serbatoio pensile in maniera adeguata.

## L'acquedotto di Padova
La storia dell'acquedotto di Padova ha inizio il 26 agosto 1875, quando il Sindaco di allora affermava testualmente "l'acqua necessita come l'aria e la luce alla vita dell'individuo e della società, ed il condurne in abbondanza di salubre nelle diverse parti di una grande città, e il distribuirne regolarmente ai punti più elevati, sono tali benefici, che tengono un posto durevole nella memoria degli uomini".
Successivamente, dopo vari studi e discussioni, vennero escluse le acque dei pozzi artesiani e dei pozzi freatici della città, nonché quelle dei fiumi Brenta e Bacchiglione per le frequenti torpidità e la presenza di germi infetti. Furono, invece, scelte le acque delle sorgenti presso Dueville, ritenute accettabili sotto tutti i punti di vista.
Il 17 febbraio 1886 il Comune di Padova, mediante uno specifico contratto, dava in concessione la gestione del costruendo acquedotto alla Società Veneta per Imprese e Costruzioni Pubbliche. Il 13 giugno 1888 si compì in Piazza Unità d'Italia l'atteso evento: davanti ad una folla festante di cittadini padovani si innalzò il primo getto di acqua purissima.
Il trasporto dell'acqua da Dueville avvenne mediante la costruzione di una condotta sotterranea lunga ben 42 km, costituita da un manufatto in muratura di calcestruzzo e mattoni perfettamente intonacato, per assicurare il completo isolamento dagli agenti esterni superficiali; la condotta, detta anche "canaletta a pelo libero" è ancora efficiente. Il primo serbatoio di accumulo fu realizzato nella torre sopra Porta Molini.
La nuova realizzazione non ebbe, però, lo sviluppo atteso in quanto i cittadini continuarono a servirsi gratuitamente dei pozzi, perché il prezzo dell'acqua prelevata dall'acquedotto era piuttosto elevato. All'insuccesso fece seguito il declino finanziario della Società Veneta, per cui l'Amministrazione Comunale, nel 1892, decise di riscattare il servizio e di gestirlo direttamente, mediante l'istituzione di un Ufficio Comunale attrezzato.
Tale Ufficio cessò l'attività nel 1904, quando l'Amministrazione Comunale dell'epoca ritenne opportuno abbinare al servizio di fornitura dell'acqua quello di produzione e distribuzione del gas, per motivi di affinità funzionale ed amministrativa. Vennero allora costituite due specifiche Aziende Municipalizzate che si unificarono nel 1984, quando si formò l'AMAG, cioè l'Azienda Municipalizzata Acqua–Gas di Padova.

### Il serbatoio della rotonda

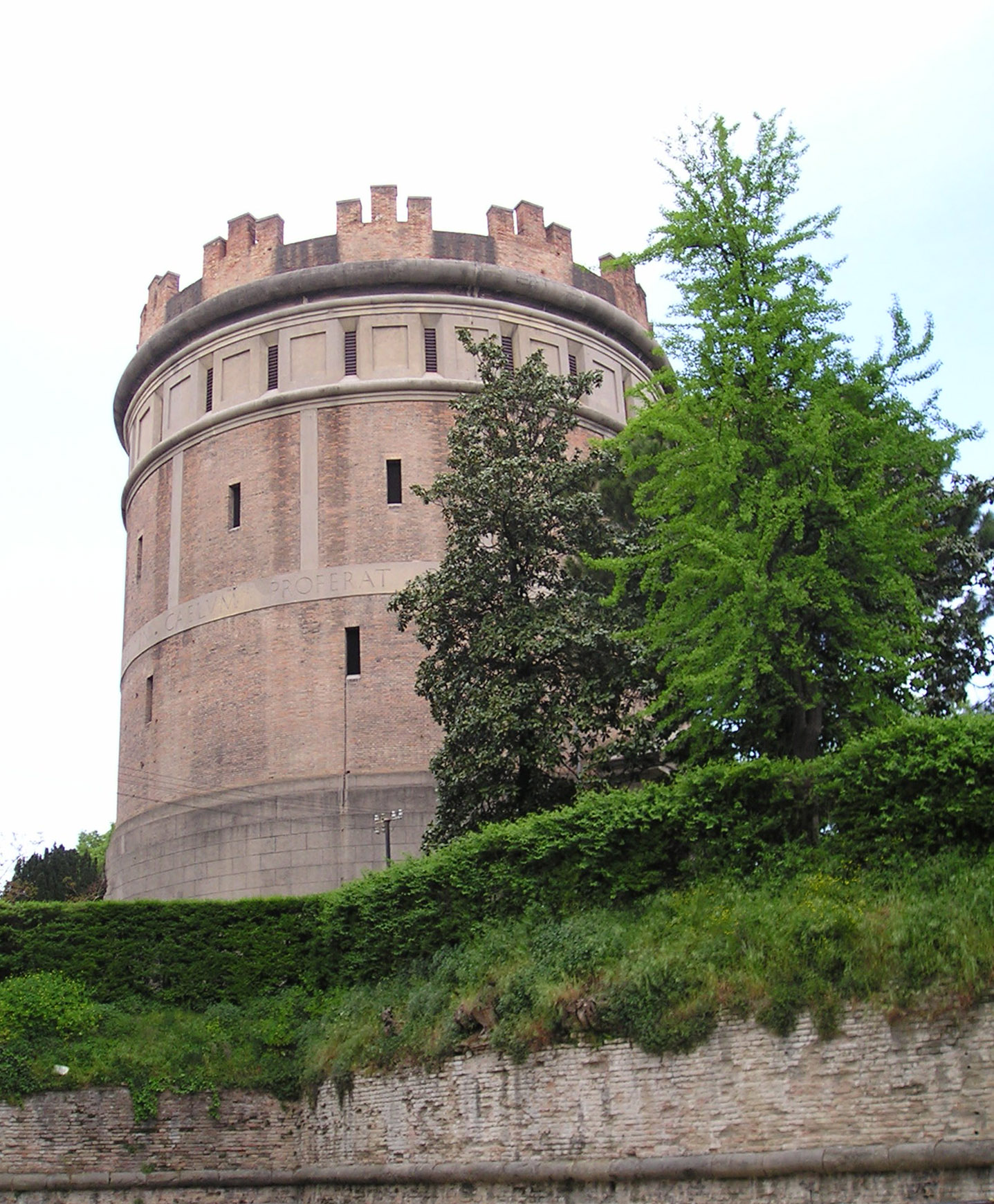
Il serbatoio idrico detto "Rotonda"

Nel 1925 venne realizzato il grande serbatoio della Rotonda, all'angolo con Via Citolo da Perugia. Il monumentale serbatoio dell'acquedotto è alto 36 metri; alla sua base è stato costruito un sacello in memoria dei padovani rifugiati nel cortiletto della preesistente casa Burlini ed uccisi da una bomba aerea austriaca.
A ricordo del tragico evento, il serbatoio è cinto dall'iscrizione SANGUINEM OLIM ATROCITER EFFUSUM AQUA PIE DEFLUENS LAVET MOLES IN CAELUM PROFERAT PERPETUO.
Sul serbatoio si trova anche una lapide di Andrea Moschetti con l'iscrizione "Il martirio di 93 innocenti (...) salga a Dio olocausto perenne di futura grandezza alla patria di un nuovo patto d'amore tra i popoli".
Lo scopo di questo serbatoio era quello di aumentare l'acqua disponibile durante le ore diurne, mediante l'accumulo dell'acqua che giungeva durante quelle notturne.
Sotto l'aspetto ingegneristico – architettonico, il serbatoio presenta numerosi aspetti interessanti. Oltre alla sua forma esterna, che richiama alla memoria i mausolei romani, è l'interno che offre l'occasione di ammirare una struttura di pregevolissimo impianto tecnico. Le linee essenziali che lasciano in piena vista le strutture portanti sono di una modernità veramente notevole e trasmettono l'impressione di poter vedere le linee lungo le quali il peso dell'acqua si trasmette al terreno.

### Lo sviluppo dell'acquedotto
Fino alla seconda guerra mondiale, l'adeguamento alle crescenti esigenze dei consumi veniva risolto con l'aumento dei prelievi dalle falde idriche di Dueville. Dopo la guerra, questo sistema non fu più sufficiente e la carenza di acqua si fece sentire gravemente. Furono allora intensificati gli studi ed i progetti per risolvere il problema, e nel 1955 si giunse all'approvazione, da parte del Consiglio Comunale di Padova, di un progetto generale per la costruzione del "Nuovo Acquedotto".
L'intervento più importante fu la costruzione di un secondo grande adduttore, denominato "condotta da 900 mm", la cui costruzione terminò nel 1961. Nel frattempo, per fare fronte alla situazione di emergenza idrica venne approntato anche un acquedotto sussidiario, consistente in un impianto di depurazione di acque superficiali del canale Brentella, che alleviò in parte la carenza lamentata dai cittadini.
Successivamente venne effettuata una serie di consistenti interventi, finalizzati ad una maggiore efficienza e funzionalità dell'intero sistema idrico padovano. Fra i principali di questi interventi, ricordiamo:
- la perforazione di nuovi pozzi nel vicentino;
- il raddoppio di alcuni tratti di condotta che convogliano l'acqua nell'adduttrice da 900 mm;
- la scoperta delle acque sotterranee in località Brentelle di Sopra (Padova) e la realizzazione delle relative opere di presa, con annesso impianto di potabilizzazione;
- il potenziamento della capacità di trasporto dell'adduttore da 900 mm con il nuovo impianto di Anconetta (Vicenza);
- la realizzazione di grandi serbatoi di accumulo e di riserva, contemporaneamente alla costruzione delle centrali di Brentelle, Montà e Stanga;
- il rafforzamento delle condotte primarie;
- la sostituzione delle vecchie condotte di distribuzione in acciaio con altre, dello stesso materiale ma rivestite in fibrocemento per evitare i fenomeni di corrosione di natura elettrochimica;
- l'automazione dell'intero sistema di ricevimento, accumulo, sollevamento e distribuzione.

Si deve inoltre ricordare che l'acquedotto di Padova ha, finora, contribuito a risolvere i problemi acquedottistici di alcuni enti sub-distributori.
In sintesi, attualmente i dati significativi della gestione dell'acquedotto sono i seguenti:
- acqua immessa in rete: m³ 45.000.000/anno;
- erogazione massima: m³ 148.000/anno;
- utenti serviti: 92.000;
- lunghezza della rete: 965 km;
- dipendenti: 245.

### La qualità delle acque
L'acqua perviene all'acquedotto dopo aver subito un lungo processo di condizionamento naturale nei meati degli strati profondi. I frammenti delle rocce più varie cedono all'acqua i loro sali per effetto del suo potere solvente, dando ad essa un carattere di mineralizzazione. Infatti le acque di Padova vengono classificate come "mediominerali".
L'AMAG, da tempo, al fine di prevenire ogni eventualità di trasmissione patogena, provvede al costante trattamento di disinfezione dell'acqua immessa in rete.
Sul problema della qualità dell'acqua sono recentemente sorte delle polemiche, che sono soltanto allarmistiche, in quanto l'acqua distribuita dall'AMAG è sempre stata potabile.
Peraltro l'Azienda, attenta al fenomeno del progressivo degrado del corpo idrico, si sta attivando mediante la progettazione e la realizzazione di impianti di disinquinamento, per mantenere la qualità dell'acqua sempre a livello ottimale.